# Juca Chaves
Jurandyr Czaczkes Chaves, mais conhecido como Juca Chaves (Rio de Janeiro, 22 de outubro de 1938 — Salvador, 25 de março de 2023), foi um compositor, músico e humorista brasileiro.

## Biografia
Era filho de um judeu austríaco chamado Josef Czaczkes, que aportuguesou seu nome acrescentando o sobrenome Chaves, e de Clarita Wainstein, filha de um judeu lituano.
Com formação em música erudita, começou a compor ainda na infância. Iniciou sua carreira no fim da década de 1950, tocando modinhas e trovas num estilo suave.
Nos anos 60, montou um circo chamado Sdruws nas proximidades da Lagoa Rodrigo de Freitas, do Corte de Cantagalo. Ali apresentou seu show Menestrel Maldito, em alusão ao apelido dado por Vinícius de Moraes. Conforme o próprio Juca, o nome do circo era uma sigla: S de "snob", D de "divino Dener", R de "ralé", U de "uanderful", W de "water-closet", S de "Sdruws mesmo".
O humorista costumava contar a seguinte história sobre o Sdruws, perto do qual ficava uma favela. Juca convidara para o circo políticos, empresários e também pessoal da alta-sociedade carioca, e antes da primeira apresentação resolveu reunir os líderes da favela para lhes falar com franqueza, indo direto ao assunto: "Vim aqui para saber como vai ficar o negócio do roubo!" - Uma mulher baixinha, morena, (líder da favela), foi logo respondendo com firmeza: "Olha aqui seu Juca, nós entendemos a sua preocupação e lhe agradecemos pela sinceridade, mas pode o senhor ficar tranquilo, porque a nossa comunidade já se garantiu, e pediu proteção à polícia!".
Juca foi um crítico da Ditadura Militar, da grande imprensa e do próprio mercado fonográfico. Chegou a ser exilado em Portugal na década de 1970, mas, ao incomodar o regime ditatorial vigente no país com suas sátiras, que ganhavam espaço nas rádios e televisão locais, transferiu-se para a Itália.
De volta ao Brasil, apresentou programas de televisão. Na década de 1980, lançou sua gravadora independente, a Sdruws Records. Um de seus bordões mais conhecidos é: "Vá ao meu show e ajude o Juquinha a comprar o seu caviar", seguido de sua risada característica.
Dentre suas canções mais conhecidas estão "Caixinha, Obrigado", "A Cúmplice", "Menina", "Que Saudade", "Por Quem Sonha Ana Maria" (interpretada no filme Marido de Mulher Boa de 1960) e "Presidente Bossa Nova".
Em 2003, outro sucesso de Juca Chaves nos anos 70 - a canção "Take me Back to Piauí" - foi editado na coletânea "Brazilian Beats Volume 4" da gravadora britânica Mr. Bongo, especializada em música popular brasileira.
Em 2015, lançou a música "Adeus em ritmo de Lava Jato", referenciando as investigações de corrupção em curso na época e posicionando-se de forma crítica ao então governo do Partido dos Trabalhadores.
Juca Chaves tinha duas filhas adotivas e residia na Bahia. Também era conhecido por ser um fanático torcedor do São Paulo Futebol Clube.
Em 2006, lançou-se candidato a senador na Bahia pelo PSDC, ficando em 4º lugar, com 19 603 votos (0,35% do total). Suas propagandas em formato de poesias distinguiam-no dos demais candidatos.
Faleceu na noite do dia 25 de março de 2023, no Hospital São Rafael, em decorrência de problemas respiratórios.
No ano de 2024, a canção "Take me Back to Piauí"  foi tema de cena clássica do filme "Ainda estou aqui", de Walter Salles, ganhardor do Oscar de Melhor Filme Internacional. A música embala a família de Rubens e Eunice Paiva em uma dança envolvente, regada a risadas e coreografias, momentos antes do desaparecimento de Rubens e sua morte pela Ditadura Militar.

## Discografia
Década de 1950

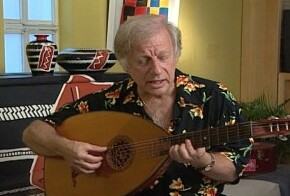
Juca Chaves

- 1957 Nós os Gatos / Chapéu de Palha com Peninha Preta (78 RPM Chantecler)
- 1957 Por Quem Sonha Ana Maria? / Nasal Sensual (78 RPM)
- 1957 Presidente Bossa Nova / Menina (78 RPM Chantecler)

Década de 1960
- 1960 As Duas Faces de Juca Chaves (LP RGE)
- 1960 O Brasil Já Vai à Guerra (LP RGE)
- 1961 A Personalidade Juca Chaves (LP RGE)
- 1962 As Músicas Proibidas de Juca Chaves (LP Odeon)
- 1963 O Senhor Juca Chaves (Modinhas) (LP Odeon)
- 1965 Exmo Sig Juca Chaves-Italiano (LP Fonit-Cetra)
- 1966 Il Vostro Affmo.Juca-Italiano (LP Fonit-Cetra)
- 1966 Per Chi Sogna Ana Maria / Ó Naso Mio (45 RPM Fonit-Cetra)
- 1966 Pavana Per la Contessa Alessandra (45 RPM Fonit-Cetra)

Década de 1970
- 1970 Take me Back to Piauí / Vou Viver num Arco Íris (33 RPM RGE/Sdruws)
- 1972 I Love You Bicho (LP RGE)
- 1974 Ninguém Segura este Nariz (LP Polygran)
- 1977 Juca Bom de Câmara (LP Som Livre/Sdruws)
- 1979 O Pequeno Notável (LP Warner/Sdruws)

Década de 1980
- 1980 Marchinha do São Paulo (LP Continental)
- 1983 O Incrível Juca Chaves "ao Vivo ou Morto" (LP Sdruws/ Editora Rocco)
- 1985 O Menestrel do Brasil-Enfim (Quase)Livre (LP Sdruws)
- 1989 Sentir-se Jovem (LP - Sdruws/BMG)

Década de 2000
- 2000 Protesto da Criança Inteligente / Humor e Música (CD Sdruws)
- 2001 O Menestrel do Brasil / Sátira/Humor/Modinhas (CD Sdruws)